# (35472) 1998 EJ8
1998 EJ8 (asteroide 35472) é um asteroide da cintura principal. Possui uma excentricidade de 0.15407680 e uma inclinação de 6.67623º.
Este asteroide foi descoberto no dia 2 de março de 1998 por Beijing Schmidt CCD Asteroid Program em Xinglong.